# Příběhy z Arkádie
Příběhy z Arkádie (v anglickém originále Tales of Arcadia) je trilogie amerických počítačem animovaných sci-fi fantasy televizních seriálů vytvořená pro Netflix od Guillerma del Toro a produkovaná společnostmi DreamWorks Animation a Double Dare You Productions.
Trilogie sleduje obyvatele malého příměstského města Arcadia Oaks (Arkádijské duby), které je tajně domovem různých nadpřirozených tvorů a mladých hrdinů, kteří bojují proti silám zla, které se skrývají ve stínu.
V současnosti byly celosvětově vydány všechny tři části trilogie (Lovci trolů, 3 mimo a Kouzelníci). 
Trilogii završí celovečerní film s názvem Trollhunters: Rise of the Titans, který bude mít premiéru začátkem roku 2021.

## Historie produkce
Guillermo del Toro původně přišel s nápadem vytvořit Lovce trolů jako live-action seriál; nicméně, toto bylo považováno za nepraktické kvůli rozpočtovým obavám, a nakonec změnil nápad na knihu, kterou napsal společně s Danielem Krausem. DreamWorks pak plánoval proměnit knihu v animovaný celovečerní film, ale nakonec se rozhodl místo toho ji proměnit v seriál. V listopadu 2017 del Toro řekl, že po Lovcech trolů budou následovat dvě sequel seriály nazvané 3 mimo a Kouzelníci. V prosinci 2017 bylo oznámeno, že dvě postavy ze seriálu Lovci trolů―Steve Palchuk a Eli Pepperjack (dabované Stevenem Yeunem a Colem Sandem, v tomto pořadí)―budou mít své rozšířené role v seriálu 3 mimo. V dubnu 2018 bylo oznámeno, že do role Jim Lake Jr. budou začleněny hlasy obou herců Antona Yelchina a Emile Hirsche pro celou třetí řadu, a že dvě postavy představené ve třetí řadě Lovců trolů―Aja and Krel (dabované Tatianou Maslany a Diegem Lunou, v tomto pořadí)―si také zopakují své role a stanou se hlavními postavami seriálu 3 mimo. V květnu 2018 bylo oznámeno, že postavy Steve Palchuk a Eli Pepperjack budou mít své rozšířené role také v seriálu Kouzelníci, což z nich činí první postavy, které se objeví v celé trilogii. V srpnu 2020 bylo oznámeno, že trilogii završí celovečerní film s názvem Trollhunters: Rise of the Titans, který bude mít premiéru začátkem roku 2021.

## Příběh
Příběhy z Arkádie sledují obyvatelé malého příměstského města Arcadia Oaks, které je tajně domovem různých nadpřirozených tvorů a mladých hrdinů, kteří bojují proti silám zla, které se skrývají ve stínu.
V seriálu Lovci trolů chlapec jménem Jim Lake Jr. je prvním člověkem, který se stal lovcem trollů, který nese povinnost chránit jak trolly žijící na Trollím trhu, tak lidi žijící v povrchovém světě před Gumm-Gummskou armádou vedenou Gunmarem.
V seriálu 3 mimo dva královští sourozenci jménem Aja a Krel Tarronovi, žijící na mimozemské planetě Akiridion-5 musí uniknout na Zemi, když jejich domov převzal zlý generál jménem Val Morando.
V seriálu Kouzelníci se Douxie (Merlinův učeň) vydáva zpátky v čase do středověkého Kamelotu, kde bojuje v bitvě proti Tajemnému řádu.
A nakonec ve filmu Trollhunters: Rise of the Titans budou lidé, trollové, mimozemšťané a čarodějové žijící v Arcadia Oaks čelit jeden druhému v apokalyptické bitvě, kde kontrola magie nakonec určí osud těchto nadpřirozených světů, které se sblížily.

## Seriály a film
| Seriál                            | Řada | Díly | Premiéra na Netflixu | Showrunner |
| --------------------------------- | ---- | ---- | -------------------- | --- |
| Lovci trolů od Guillerma Del Toro | 1    | 26   | 23. prosince 2016    | Rodrigo Blaas, Guillermo del Toro, Marc Guggenheim a Christina Steinberg                                        |
| Lovci trolů od Guillerma Del Toro | 2    | 13   | 15. prosince 2017    | Rodrigo Blaas, Guillermo del Toro, Marc Guggenheim a Christina Steinberg                                        |
| Lovci trolů od Guillerma Del Toro | 3    | 13   | 25. května 2018      | Rodrigo Blaas, Guillermo del Toro, Marc Guggenheim a Christina Steinberg                                        |
| 3 mimo: Příběhy z Arkádie         | 1    | 13   | 21. prosince 2018    | Rodrigo Blaas, Guillermo del Toro, Marc Guggenheim a Chad Hammes                                                |
| 3 mimo: Příběhy z Arkádie         | 2    | 13   | 12. července 2019    | Rodrigo Blaas, Guillermo del Toro, Marc Guggenheim a Chad Hammes                                                |
| Kouzelníci: Příběhy z Arkádie     | 1    | 10   | 7. srpna 2020        | Aaron Waltke, Guillermo del Toro, Marc Guggenheim a Chad Hammes                                                 |
| Trollhunters: Rise of the Titans  | film | film | 2021                 | režie: Johane Matte, Francisco Ruiz Velasco, Andrew Schmidt námět: Marc Guggenheim, Dan Hageman a Kevin Hageman |

## Jiná média

### Komiksy
- Trollhunters: The Secret History of Trollkind (2018)
- Trollhunters: The Felled (2018)

### Romány
- Trollhunters (2015)
- Trollhunters: The Adventure Begins (2017)
- Trollhunters: Welcome to the Darklands (2017)
- Trollhunters: The Book of Ga-Huel (2018)
- Trollhunters: Age of the Amulet (2018)
- Trollhunters: The Way of the Wizard (2018)
- Trollhunters: Angor Reborn (2018)
- 3Below: Arcadia-Con (2019)

### Videohra
Trollhunters: Defenders of Arcadia je videohra založena na Lovcech trolů (Trollhunters). Hra vyjde 25. září 2020 na PlayStation 4, Xbox One, Nintendo Switch a Windows.

## Nominace a ocenění
| Rok  | Cena                           | Kategorie                                                                          | Nominovaní | Výsledek  | Zdroj         |
| ---- | ------------------------------ | ---------------------------------------------------------------------------------- | --- | --------- | ------------- |
| 2017 | Cena Annie                     | Vynikající úspěch, animace postav v animované televizní / rozhlasové produkci      | Mike Chaffe za postavu Blinky v epizodě „Becoming, Part 1“                                                                                  | vítězství | [ 13 ]        |
| 2017 | Cena Annie                     | Vynikající úspěch, design postáv v animované televizní / rozhlasové produkci       | Victor Maldonado, Alfredo Torres a Jules Rigolle, „Win, Lose or Draal“                                                                      | vítězství | [ 13 ]        |
| 2017 | Cena Annie                     | Vynikající úspěch, hudba v animované televizní / rozhlasové produkci               | Alexandre Desplat a Tim Davies, „Becoming, Part 1“                                                                                          | nominace  | [ 13 ]        |
| 2017 | Cena Annie                     | Vynikající úspěch, storyboarding v animované televizní / rozhlasové produkci       | Hyunjoo Song, „Win, Lose or Draal“ | vítězství | [ 13 ]        |
| 2017 | Saturn Awards                  | Nejlepší animovaný seriál nebo film v televizi                                     | Lovci trolů | nominace  | [ 14 ]        |
| 2017 | Behind the Voice Actors Awards | Anton Yelchin za postavu Jima Lakea Jr.                                            | Jesús Colmenar, Alejandro Bazzano, Miguel Ángel Vivas, Álex Rodrigo                                                                         | vítězství | [ 15 ]        |
| 2017 | Behind the Voice Actors Awards | Nejlepší ženský dabing v televizním seriálu v hlavní roli                          | Lexi Medrano za postavu Claire Nuñez | nominace  | [ 15 ]        |
| 2017 | Behind the Voice Actors Awards | Nejlepší ženský dabing v televizním seriálu ve vedlejší roli                       | Laraine Newman za postavu paní Janeth | nominace  | [ 15 ]        |
| 2017 | Behind the Voice Actors Awards | Nejlepší ženský dabing v televizním seriálu v hostující roli                       | Anjelica Huston za postavu královny Usurny                                                                                                  | nominace  | [ 15 ]        |
| 2017 | Daytime Emmy Awards            | Vynikající individuální výkon v animaci postáv                                     | Mike Chaffe, „Becoming, Part 1“ | vítězství | [ 16 ] [ 17 ] |
| 2017 | Daytime Emmy Awards            | Vynikající individuální výkon v designu postáv                                     | Victor Maldonado, „Win, Lose Or Draal“ | vítězství | [ 16 ] [ 17 ] |
| 2017 | Daytime Emmy Awards            | Nejlepší speciální animovaný pořad                                                 | Guillermo del Toro, Rodrigo Blaas, Marc Guggenheim, Chad Hammes, Christina Steinberg, Dan Hageman, Kevin Hageman a Lawrence Jonas           | nominace  | [ 16 ] [ 17 ] |
| 2017 | Daytime Emmy Awards            | Vynikající design úvodní znělky a grafický design                                  | Kelsey Grammer za postavu Blinky | vítězství | [ 16 ] [ 17 ] |
| 2017 | Daytime Emmy Awards            | Vynikající ztvárnění role v animovaném pořadu                                      | Mary Hidalgo a Ania O'Hare, CSA | vítězství | [ 16 ] [ 17 ] |
| 2017 | Daytime Emmy Awards            | Vynikající casting pro animovaný seriál nebo speciál                               | Marc Guggenheim | vítězství | [ 16 ] [ 17 ] |
| 2017 | Daytime Emmy Awards            | Nejlepší scénář v animovaném pořadu                                                | Rodrigo Blaas a Guillermo del Toro | vítězství | [ 16 ] [ 17 ] |
| 2017 | Daytime Emmy Awards            | Nejlepší réžie v animovaném pořadu                                                 | Rodrigo Blaas, Andy Erekson, Jonathan Catalan, Dai Weier, John Laus a David M.V. Jones                                                      | nominace  | [ 16 ] [ 17 ] |
| 2017 | Daytime Emmy Awards            | Vynikající mixáž zvuku – animace                                                   | Matthew Thomas Hall a Carlos Sanches, CAS                                                                                                   | nominace  | [ 16 ] [ 17 ] |
| 2017 | Annie Awards                   | Vynikající úspěch, animace postav v animované televizní / rozhlasové produkci      | Bruno Chiou, Yi-Fan Cho, Kevin Jong a Chun-Jung Chu, „Homecoming“                                                                           | vítězství | [ 18 ]        |
| 2017 | Annie Awards                   | Vynikající úspěch, design postáv v animované televizní / rozhlasové produkci       | Jules Rigolle, Alfredo Torres, Linda Chen, Rustam Hasanov a Alfonso Blaas, „Escape from the Darklands“                                      | nominace  | [ 18 ]        |
| 2017 | Annie Awards                   | Vynikající úspěch, réžie v animované televizní / rozhlasové produkci               | Andrew Schmidt, „Unbecoming“ | nominace  | [ 18 ]        |
| 2017 | Annie Awards                   | Vynikající úspěch, storyboarding v animované televizní / rozhlasové produkci       | David Woo, „Hero with a Thousand Faces“ Hyunjoo Song, „In the Hall of the Gumm-Gumm King“                                                   | nominace  | [ 18 ]        |
| 2017 | Annie Awards                   | Vynikající úspěch, scénář v animované televizní / rozhlasové produkci              | A.C. Bradley, Kevin Hageman, Dan Hageman, Aaron Waltke a Chad Quandt, „Escape from the Darklands“                                           | nominace  | [ 18 ]        |
| 2018 | Kidscreen Awards               | Nejlepší nový seriál, dětská kategorie                                             | Lovci trolů | vítězství | [ 19 ]        |
| 2018 | Kidscreen Awards               | Nejlepší scénář                                                                    | Lovci trolů | vítězství | [ 19 ]        |
| 2018 | Kidscreen Awards               | Nejlepší animace                                                                   | Lovci trolů | vítězství | [ 19 ]        |
| 2018 | Golden Reel Award              | Vynikající výkon ve zvukové editaci, krátká animace                                | Matthew Hall, Jason Oliver, Goeun Lee, MPSE, James Miller, Carlos Sanches, Aran Tanchum a Vincent Guisetti                                  | nominace  |               |
| 2018 | Daytime Emmy Awards            | Vynikající dětský animovaný pořad                                                  | Guillermo del Toro, Marc Guggenheim, Chad Hammes, Rodrigo Blaas, Christina Steinberg, Dan Hageman, Kevin Hageman a Lawrence Jonas           | nominace  | [ 20 ] [ 21 ] |
| 2018 | Daytime Emmy Awards            | Nejlepší scénář v animovaném pořadu                                                | Dan Hageman, Kevin Hageman, Aaron Waltke, Chad Quandt a A.C. Bradley                                                                        | vítězství | [ 20 ] [ 21 ] |
| 2018 | Daytime Emmy Awards            | Vynikající mixáž zvuku – animace                                                   | Matt Hall, Goeun Lee, James Miller, James Oliver, Aran Tanchum, Stacey Michaels, Vincent Guilsetti a Alex Ulrich                            | nominace  | [ 20 ] [ 21 ] |
| 2018 | Daytime Emmy Awards            | Vynikající design úvodní znělky a grafický design                                  | Rodrigo Blaas, Andy Erekson, Jonathan Catalan, Dai Weier, David M.V. Jones a John Laus a Michael Smukavic za storyboard pro úvodní sekvence | nominace  | [ 20 ] [ 21 ] |
| 2018 | BAFTA                          | Mezinárodní animace                                                                | Rodrigo Blaas, Marc Guggenheim a Chad Hammes                                                                                                | nominace  | [ 22 ]        |
| 2019 | Annie Awards                   | Nejlepší animovaná televizní / rozhlasová produkce pro děti                        | | nominace  | [ 23 ]        |
| 2019 | Annie Awards                   | Animované efekty v animované produkci                                              | | vítězství |               |
| 2019 | Daytime Emmy Awards            | Nejlepší scénář v animovaném pořadu                                                | Marc Guggenheim, Dan Hageman, Kevin Hageman, A.C. Bradley, Chad Quandt, Lila Scott a Aaron Waltke                                           | nominace  | [ 24 ]        |
| 2019 | Daytime Emmy Awards            | Nejlepší réžie v animovaném pořadu                                                 | Rodrigo Blaas, Elaine Bogan, Guillermo del Toro, Johane Matte a Andrew Schmidt                                                              | nominace  |               |
| 2019 | Daytime Emmy Awards            | Vynikající mixáž zvuku pro animovaný pořad                                         | | nominace  |               |
| 2019 | Daytime Emmy Awards            | Vynikající úpravy zvuku pro animovaný pořad                                        | | nominace  |               |
| 2020 | Annie Awards                   | Vynikající úspěch pro animované efekty v animované televizní / rozhlasové produkci | Greg Lev, Igor Lodeiro, Chen Ling a Brandon Tyra                                                                                            | nominace  |               |
| 2020 | Annie Awards                   | Nejlepší animovaná televizní / rozhlasová produkce pro děti                        | Guillermo del Toro, Rodrigo Blaas, Chad Hammes a Marc Guggenheim                                                                            | nominace  |               |
| 2020 | Daytime Emmy Awards            | Vynikající úpravy zvuku pro animovaný pořad                                        | Otis Van Osten, Jason Oliver, Carlos Sanchez, Tommy Sarioglou, Aran Tanchum, Vincent Guisetti a James Miller                                | nominace  |               |